# Ohnivé ženy
Ohnivé ženy je československá televizní komedie z roku 1984 režírovaná Zdeňkem Podskalským. V některých zdrojích je uvedeno, že film pochází z roku 1983, v závěrečných titulcích filmu je uveden rok 1984. Film se mimo jiné natáčel na Křivoklátě a v Berouně.

## Děj
Vdova po parukáři Marta a farská kuchařka Magdaléna jsou v roce 1672 obviněny z čarodějnictví a obcování s ďáblem a upáleny na hranici. Ještě před zapálením hranice Magdaléna označí Janka za toho, s kým obcovala. Při upalování farář vysloví obavu, že je svátek svatého Barnabáše, tak aby duše obou žen nenalezly nové tělesné schránky.
Duše obou upálených žen se nemohou vzdálit od místa, kde byly upáleny, dokud jim nepodaří vtělit do nových těl. Před místem, kde byly Marta s Magdalénou upáleny, nastupují dvě ženy do auta. Auto nechce nastartovat, tak jedna z nich vystoupí s úmyslem auto roztlačit. Je ale slabá, tak požádá o pomoc kolemjdoucího pana Jonáše a sama nastoupí do auta. Panu Jonášovi se podaří auto roztlačit, to nastartuje a s oběma ženami narazí do stěny bývalé šatlavy. Ani jedna z obou žen nepřežijí a Marta s Magdalénou tak mají těla, do kterých mohou vstoupit. Obě ženy jsou odvezeny do nemocnice. Pan Jonáš asistuje převozu do nemocnice a říká doktorovi svoji diagnózu. Přitom se diví, kdo mu mohl vzít svačinu. Na operačním sále si mezitím Marta s Magdalénou zkouší nová těla a přemýšlí, kde se to vlastně octly. Ukáže se, že svačinu panu Jonášovi vzala Magdaléna. Marta pomocí zaříkadel zbaví nová těla úrazů a přitom zjistí, že z těla jde i vystoupit. Po převezení na pokoj obě ženy vystoupí z těl a procházejí se po nemocnici. Magdaléna uvidí Jirku, který je součástí personálu v nemocnici, jak si povídá se zdravotní sestrou Zuzkou. Zuzka volá na kamarádku, kudy půjde domů, aby Jirka věděl, kde na ní má čekat. Jirka jde na pokoj k Martě a Magdaléně, kde uvidí jenom mrtvá těla a omdlí. Marta a Magdaléna se vrátí do těl a Magdaléna začne Jirku křísit. Zuzka má pocit, že o ní Jirka nemá až takový zájem, takže když je na odchodu z nemocnice, před Jirkou požádá doktora Vondráka, jestli by jí neodvezl domů.
Marta s Magdalénou opustí nemocnici. Když to zjistí zdravotní sestra, je voláno domů doktoru Vondrákovi. Marta s Magdalénou chodí v nemocničním oblečení po městě. Magdaléna zjistí, že její Janek musel být hodně záletný, protože město je plné mužů, kteří jsou Jankovi podobní, nejenom Jirka z nemocnice. Potká je pan Jonáš, který je odvede zpět do nemocnice. Když se doktor Vondrák vrátí do nemocnice, obě ženy už jsou na svých postelích. Marta s Magdalénou si zařizují manželskou poradnu, aby ji mohli co nejdříve otevřít. Zuzka pozve Martu a Magdalénu k doktoru Vondrákovi na večeři. Když přijdou k němu do bytu, Eva se jim omlouvá, že připravila pouze jednoduchou večeři. Marta a Magdaléna jdou do kuchyně, kde večeři trochu vylepší. Po večeři jde Eva spát a doktor Vondrák se baví se Martou a Magdalénou.
Pan Jonáš přinese Martě a Magdaléně dalšího kohouta. Magda mu vypráví, co zažila, a pan Jonáš jí doplní, jak se dotyčná jmenovala. Protože to, co panu Jonášovi vyprávěla, se odehrálo za jejího života před 300 lety, Magdaléna pochopí, že v těle pana Jonáše se vtělená duše jejího Janka. Marta v kohoutovi objeví kámen lásky. Magdaléna a Janek si povídají v ložnici. Do poradny se přijde poradit Jirkova maminka. Když Janek zjistí, co Jirkovu maminku vše bolí, spolkne kámen lásky a s Jirkovou maminkou odejde, z čehož je Magdaléna zklamaná. Marta s Magdalénou se rozhodnou, že už je to nebaví, opustí těla a odcházejí. Když jsou před budovou nemocnice, dohoní duše Janka s tím, že jeho tělo nevydrželo. Všichni tři pak odcházejí společně.

## Obsazení
| Jana Hlaváčová    | vdova po parukáři Marta                                                          |
| Dagmar Veškrnová  | farská kuchařka Magdalena                                                        |
| Josef Bláha       | nemocniční zřízenec Jonáš                                                        |
| Karel Roden       | medikus Janek / nemocniční zřízenec Jirka / několik Jankových potomků (vícerole) |
| Eva Horká         | zdravotní sestra Zuzka                                                           |
| Jan Kanyza        | primář MUDr. Ivan Vondrák                                                        |
| Jana Brejchová    | Eva, Zuzčina matka                                                               |
| Zuzana Bydžovská  | zdravotní sestra Berta                                                           |
| Ladislav Potměšil | předseda národního výboru Anděl                                                  |
| Božena Fixová     | Jirkova matka, vdova po řezníkovi                                                |
| Bohuslav Čáp      | kněz                                                                             |
| Jan Pohan         | inkvizitor                                                                       |
| Jan Faltýnek      | klient manželské poradny                                                         |
| Věra Koktová      | klientka manželské poradny                                                       |
| Petr Pospíchal    | klient manželské poradny v čekárně                                               |

## Tvůrci a štáb
- Režie: Zdeněk Podskalský
- Scénář: Hermína Franková
- Dramaturg: Jana Dudková
- Hlavní kameraman: Petr Polák
- Vedoucí výrobního štábu: Jiřina Pokorná
- Hudba: Vítězslav Hádl
- Výtvarník scény: Leopold Zeman
- Výtvarník kostýmů: Irena Greifová
- Zvuk: Hugo Markes
- Střih: Jana Malásková
- Kameramani: Jan Novák, Bohuslav Kudláček, Michal Schauer
- Masky: Josef Adamička, Zuzana Baťková
- Skript: Zuzana Folkertová
- Asistent režie: Zuzana Fialová

## Produkční a technické údaje
- Premiéra: 22. září 1984, I. program Československé televize (od 20:55)
- Výroba: Československá televize Praha, Hlavní redakce dramatického vysílání, © 1984
- Barva: barevný
- Jazyk: čeština
- Délka: cca 75 minut
- Formát obrazu: 4:3